# Moulin de Labarthe
Le moulin de Labarthe est un moulin hydraulique situé sur la commune de Blasimon, dans le département de la Gironde, en France.

## Localisation
Le moulin se trouve au nord de la ville, le long de la route départementale D17 qui mène à Castillon-la-Bataille.

## Historique et description
| - Moulin circa 1900 |

Le moulin, construit au XIVe siècle appartenait à l'abbaye de Blasimon.

Bâti comme une maison forte, de plan carré, il présente six niveaux. Les 4e et 5e étages étaient réservés aux logements et le 6e est formé par le chemin de ronde établi au-dessus des mâchicoulis. Une tourelle d'escalier fut rajoutée au XVe siècle. Le moulin possédait deux roues hydrauliques, l'une, horizontale, liée à l'activité meunière et l'autre, verticale, qui actionnait une batterie de foulon.

Désaffecté, il est aujourd'hui une habitation privée, classé au titre des monuments historiques par arrêté du 11 avril 1926.
La description de Léo Drouyn :
| - Planche XII. |

Moulin de Labarthe
« 
Un des moulins les mieux conservés de la Gironde est celui de Labarthe, qui dépendait de l'abbaye de Blazimont, et fut aliéné, à ce qu'on assure, pour payer la contribution de cette abbaye dans la rançon de François Ier. 
Ce moulin est situé à un kilomètre environ au-dessous de cette abbaye, sur la Gamage, ruisseau qui se jette dans la Dordogne, entre Civrac et Saint-Jean-de-Blaignac. Sur un coteau voisin s'élève un château peu intéressant sous le rapport archéologique, et appelé maison noble de Cugat. « Cette maison fut vendue en 1579 par Anne d'Autefort, femme de M. Pierre Le Berthon, écuyer, seigneur d'Aiguille, conseiller du Roi en sa Cour de Parlement de Bordeaux, à Jean de Marsolier, écuyer, seigneur de Montant. La maison de Marsolier l'a portée dans la famille de Puch d'Estrac, qui l'a portée dans celle de La Lande. » 
Rien n'a été enlevé du moulin de Labarthe depuis l'époque de sa construction (XIVe siècle), excepté la charpente, qui a été refaite; on y a aussi ajouté, au XVe siècle, une tourelle renfermant un escalier, ce qui en a un peu changé le caractère primitif, mais, en compensation, en a bien embelli le caractère pittoresque. Vu de la route (Planche XII, no 1), il se détache en gris-clair sur 
le feuillage foncé des chênes, des trembles et des peupliers qui bordent le ruisseau. Il n'a jamais été badigeonné, ce qui permet d'apercevoir le moellon piqué et carré qui forme le parement extérieur. 

| - Figures nos 1 et 2 |

Ce moulin, qui cependant n'a pas une grande hauteur, se compose de six étages, ainsi qu'on peut le voir par l'élévation pittoresque de la façade septentrionale (no 1) : 
1. étage des roues ou cuves ;
2. le rez-de-chaussée, ou étage des meules ;
3. un entre-sol, qui fait actuellement partie du rez-de-chaussée ;
4. un étage qui se trouve un peu plus haut que le bief d'amont ; c'est le premier étage des logements ;
5. le second étage des logements ;
6. le chemin de ronde, au-dessus des mâchicoulis.

Le premier étage inférieur, dont voici le plan (no 2), renferme deux roues : une verticale, et l'autre horizontale, à laquelle on donne ici le nom de rotiet. Ce moulin, dit-on, servait autrefois à deux fins : on y faisait du drap et de la farine. 

| - Figure no 3 |

Les embouchures d'aval B et C (V. no 1) sont carrées, il était difficile à un agresseur, passant par l'égout C, de pénétrer dans le moulin; il en était empêché par la grande roue; mais on pouvait très-bien y pénétrer par B; aussi avait-on établi à côté de cet égout une meurtrière présentant, à l'extérieur une simple fente très-longue, et à l'intérieur la forme ordinaire des meurtrières du XIVe siècle (no 3). Il existe, en outre, sur la partie supérieure de la motte de terre, (qui s'appuie contre le mur et sépare les deux bras du bief d'aval, une porte (D) (V. no 1) actuellement murée, très-étroite, plus haute que le niveau de l'eau en aval, et plus basse que le sol du deuxième étage, mais qui sert à y pénétrer en suivant, dans l'intérieur du mur, une pente assez rapide; elle est protégée par une fenêtre à moucharabys, qui est au cinquième étage. 

| - Figures nos 4 et 5 |

On entre actuellement dans le second étage, celui des meules (no 1), par deux ouvertures : une au sud donnant dans la tourelle, et l'autre à l'ouest; cette dernière est une grande porte (E) en cintre bombé à l'extérieur et ogival intérieurement. 
A côté de la porte, et pour éclairer la roue, est une fenêtre plus large que haute, encadrée de moulures toriques (no 5). Au nord existe une autre petite fenêtre carrée (F) (V. nos 1 et 4), plus large que haute, mais sans moulures; elle est percée comme un soupirail, à une assez grande hauteur dans le mur. Plus loin, vers l'est, et presque au niveau du sol, est une autre ouverture (G) (V. nos 1 et 4) semblable à cette dernière (V. no 5); enfin, la petite porte dont j'ai parlé et dont on voit le cintre un peu plus haut que le sol. Aucune ouverture ne se voit du côté oriental ; cela tient à ce que, de ce côté, il y avait un logement extérieur adossé contre le bas du mur. On voit encore les corbeaux saillants qui ont dû servir à appuyer la toiture ; enfin, au sud, est la tour de l'escalier, et, de chaque côté, les deux ouvertures des vannes, ouvertures trilobées, surmontées d'un oculus et percées dans un petit avant-corps saillant (no 6). 

| - Figures nos 6 et 7 |

Au-dessus de cet étage, il paraît y avoir eu un entresol très-bas, éclairé au nord par deux petites ouvertures dont l'une a son cintre taillé dans une seule pierre, et l'autre est une espèce de meurtrière à linteau droit, très-ébrasée en dedans. 
Le quatrième étage (no 7), qui est le premier étage des logements du meunier, se compose d'une seule pièce. Autrefois on y montait, sans doute, au moyen d'une échelle ou d'un escalier en bois ; on se sert maintenant de l'escalier placé dans la tour, où s'ouvrent, dans le bas, une porte extérieure, et un peu plus haut, à l'intérieur, la porte qui donne entrée dans la chambre. 
Toutes deux sont à linteau droit. Des ouvertures percées dans cette tour, à diverses hauteurs, servent en même temps de fenêtres et de meurtrières, excepté deux grandes fenêtres placées juste au-dessus de la porte : la première éclaire l'escalier au-dessus du cinquième étage ; elle est divisée en deux par un meneau horizontal; la seconde est à la hauteur des créneaux et sert de moucharaby. 
Le quatrième étage est muni de tout ce qui est utile dans un logement : porte, fenêtres, cheminée et latrines. Il faut cependant observer que la cheminée n'est pas de la construction primitive, qu elle doit être de l'époque de l'escalier, et qu'elle occupe la place d'une fenêtre murée qui lui est de bien peu antérieure, puisqu'elle est surmontée d'une contre-courbe du XVe siècle, et divisée par un meneau horizontal. Dans le coin A est une petite fenêtre à bancs, dont l'embrasure est recouverte d'une voûte en plein-cintre, et l'ouverture extérieure en linteau sur consoles. Du côté nord, s'ouvre une autre fenêtre qui a été retouchée au XVe siècle, et qui ressemblait probablement à celle-ci. A côté sont des latrines dont la largeur est inusitée à cette époque : en voici (no 8) la forme extérieure. 

| - Figures nos 8, 9, 10 et 11 |

Sur la façade sud, on voit, de chaque côté de l'escalier, une petite fenêtre d'une forme charmante, encadrée, dans le haut seulement (no 9), par des moulures toriques. 
Des dispositions à peu près semblables à celle du quatrième étage existent dans le cinquième (no 10), le second des logements; seulement, excepté l'escalier et la cheminée, la place qu'elles occupent est différente. Du côté de l'ouest, on trouve une cheminée du XVe siècle qui occupe la place d'une fenêtre de la construction primitive. La cheminée est très-grande. Le manteau (no 11) est appuyé sur une suite de consoles en retrait que supporte une colonne. Dans le mur septentrional existe d'abord une petite armoire (A) dans le genre de celles que l'on trouve dans beaucoup de constructions militaires du XIVe siècle. Plus loin, une fenêtre à linteau droit et servant de moucharaby au-dessus de la porte D (V. no 1); plus loin encore, est un évier sous un arc bombé retombant sur deux tailloirs (no 12 utilisés pour établir une étagère; plus loin, enfin, sont les latrines (no 13). 

| - Figures nos 12, 13 et 14 |

À l'est s'ouvre une petite fenêtre à linteau droit subtrilobé. C'est la seule qui soit percée de ce côté du moulin. 
Le sixième étage (no 14), celui des mâchicoulis, n'a rien de particulier. Les mâchicoulis sont formés par des consoles à trois redans sans moulures. Les angles du parapet sont abattus. Ce parapet, qui a été presque entièrement refait, est percé, en certains endroits, de meurtrières pour armes à feu. Des gargouilles rejettent l'eau dans les biefs d'amont et d'aval; l'une d'elles représente une tête très-fruste. On voit, par la disposition du chéneau, que l'ancienne toiture ne s'appuyait pas, comme celle qui existe, sur le faîte des créneaux, mais bien, comme à Roquetaillade, sur le parement intérieur du mur, ce qui était plus logicpie, plus joli et plus solide. 
Si j'ai si minutieusement décrit ce moulin, c'est parce qu'il n'est pas ordinaire, je crois, d'en rencontrer d'aussi bien conservés remontant à une époque si reculée. 

Le grand moulin
A 2 kilomètres environ en amont du moulin de Labarthe, est située, sur le même ruisseau, une autre usine appelée le Grand Moulin, qui dépendait du château de Blazimon, dont l'histoire et la description trouveront leur place dans la suite de cet ouvrage. Il est moins bien conservé que le précédent, mais il offre autant d'intérêt archéologique, car il date du milieu du XIIIe siècle, et lui est, par conséquent, antérieur de soixante ou quatre-vingts ans environ. Malheureusement, toute la partie occidentale a été refaite en 1776, ainsi que l'atteste une inscription. L'eau sort dans le bief d'aval par une seule embouchure ogivale, et ne fait mouvoir qu'une roue. On pénètre dans le rez-de-chaussée par une grande porte cintrée. Il m'a paru ne rien renfermer de particulier. — Il est vrai que, lorsque je l'ai visité, il était, sauf le logement du meunier, encombré de bois et de foin.
Il existe dans le premier étage une vaste cheminée dans laquelle est un évier-meurtrière. 

| - Figures nos 15, 16 et 17 |

Voici le plan de l'étage le plus élevé (no 15), qui était éclairé par trois grandes fenêtres, dont deux sont géminées ; leurs cintres trilobés reposent sur de charmantes petites colonnettes à chapiteaux, n'ayant qu'un seul rang de feuilles ou de crochets, ou même pas d'ornements (no 16) leurs bases ont des scoties profondes; le tout décèle le XIIIe siècle.
Au-dessus des fenêtres de cet étage, on voit deux lignes horizontales de boulins à pigeons (no 17). De pareils colombiers se rencontrent souvent dans la Gironde jusqu'au XVIIe siècle. 
Voici la fenêtre du nord (V. no 17). Dans un des angles du moulin est un avant-corps peu saillant, renfermant, au dernier étage seulement, une petite chambre planchéiée triangulaire, espèce d'échauguette. Le mur de séparation AB est soutenu dans le bas, près de l'eau, par un arc en plein-cintre, derrière lequel se trouve le vide, qui n'est séparé de la chambre que par le plancher. Je n'ai pu me rendre compte de l'usage de ce petit cabinet, dont le mur paraît avoir été plus élevé que celui du reste du moulin, qui d'ailleurs a été complètement découronné. 
Les constructions du déversoir sont aussi du XIIIe siècle; elles ont été, il y a peu d'années, enlevées en partie par une crue subite de la Gamage, dont la vallée est une des plus pittoresques et des plus fertiles de cette partie du département de la Gironde.
 »

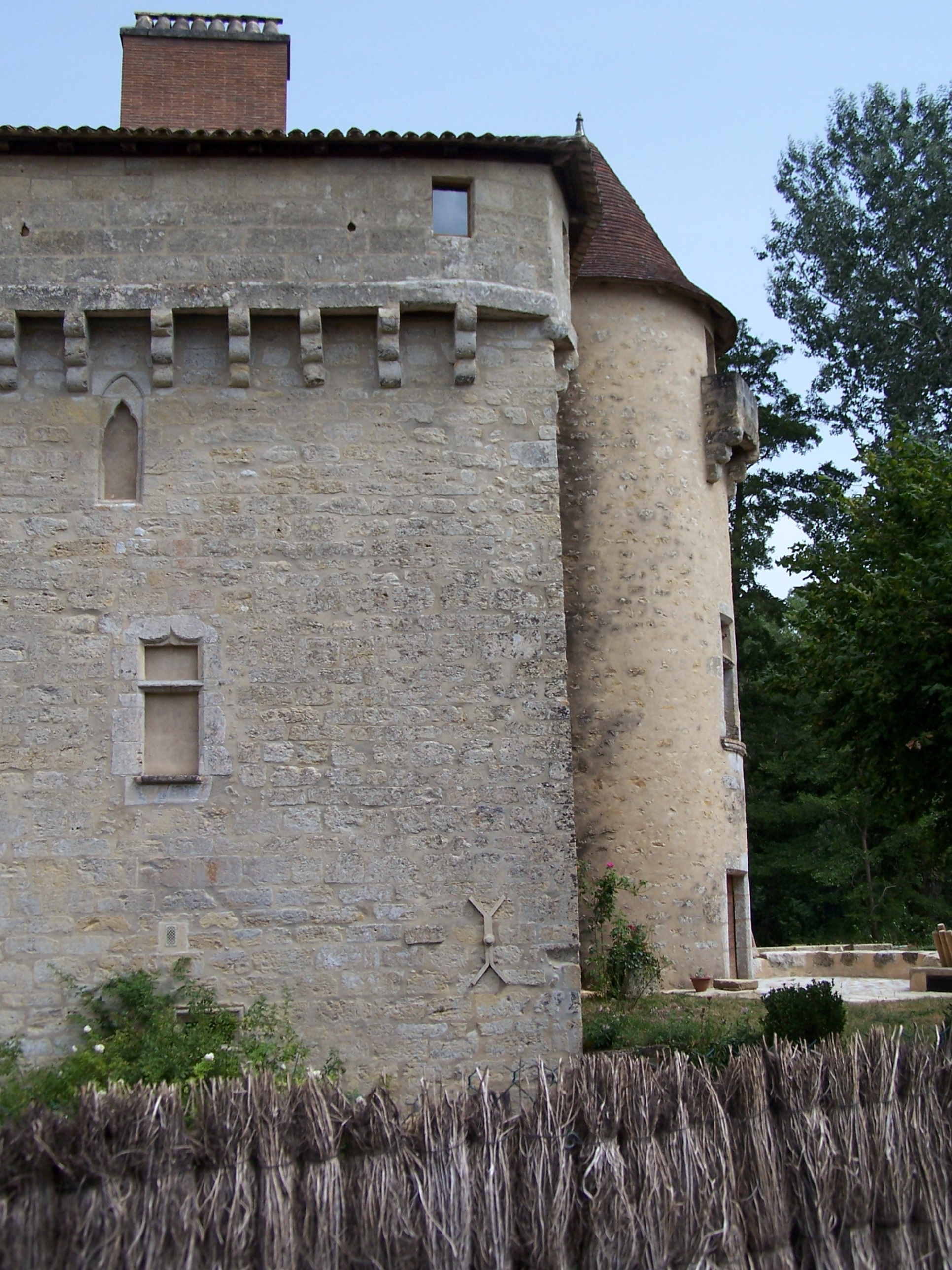
Façade est (août 2012)
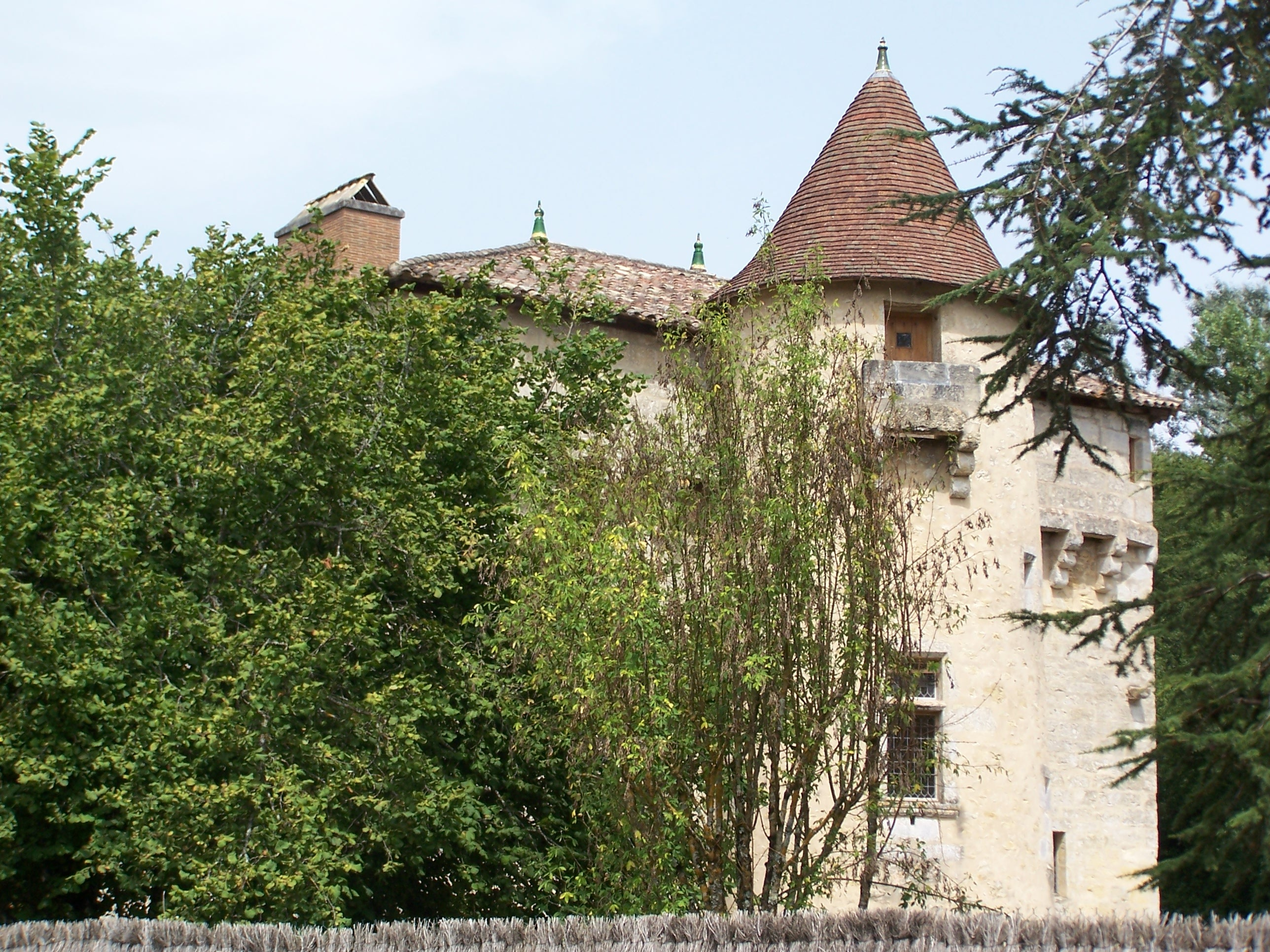
Façade sud (août 2012)